# Лукас Биља
Лукас Родриго Биља (шп. Lucas Rodrigo Biglia; 30. јануар 1986) бивши је аргентински фудбалер који је играо на позицији везног играча.

## Успеси

### Клупски
Андерлехт
- Прва лига Белгије: 2006/07, 2009/10, 2011/12, 2012/13.
- Куп Белгије: 2007/08.
- Суперкуп Белгије: 2006, 2007, 2010, 2012.

### Репрезентативни
Аргентина до 17
- Светско првенство до 17 година: треће место 2003.

Аргентина до 20
- Светско првенство до 20 година: 2005.

Аргентина
- Светско првенство: друго место 2014.
- Копа Америка: друго место 2015, 2016.

### Индивидуални
- Млади фудбалер године у Белгији: 2006/07.